# Касим аль-Анвар
Касим аль-Анвар (азерб. قاسم‌الأنوار, Qasım əl-Ənvər) — азербайджанский поэт начала XV века, писавший на персидском и азербайджанском языках.

## Биография
Родился в 1356 году городе Сераб в иранском Азербайджане. Он был учеником шейха Садр ад-Дина, сына Сефи ад-Дина Ардебили. По словам историков Х. Джавади и К. Беррилла, его родным языком был азербайджанский, в то время как историки Сиаваш Лорнеджад и Али Дустзаде утверждают, что его родным языком, скорее всего, был фахлеви. После завершения обучения в Ардебиле у Сафи ад=Дина, он получил хирку от Садр ад-Дина Мусы. Этот плащ давал ему право обращать других в свою веру и предлагать духовное учение. Касим аль-Анвар позже некоторое время оставался в Гиляне в качестве миссионера, а затем отправился в Хорасан .Некоторое время поэт жил в Герате при дворе Шахрух Мирзы, сына Эмира Тимура, где основал суфийский орден. В организованной им среди своих учеников общине было введено совместное владение имуществом и общая трапеза, по образу дервишеского братства. В 1426 году Шахрух Мирза выслал поэта в Самарканд, так как заподозрил его в подготовке тайного заговора.
Скончался поэт в 1434 году.

## Поэзия
Касим аль-Анвар написал газели, моламма и туюги на простом азербайджанском тюркском языке. Персидская поэзия двуязычного тюркоговорящего поэта Касим аль-Анвара имела преимущество перед азербайджанской. 
Касим аль-Анвар в своих стихах воспевал возвышенную любовь. На творчество поэта оказало влияние творчество таких классиков поэзии, как Насими и Руми. Касим аль-Анвар восхищался поэзией и Хафиза.
В поэме «Друг просвещенных» поэтом осуждается карьеризм, эгоизм, восхваляется моральная чистота. Аль-Анвар также проповедовал пантеизм. Известна также его поэма «Степени просвещенных» и диван.
Перу Касима аль-Анвара принадлежит также редакция произведения «Джаухар аз-зат» Фарид ад-Дина Аттара, ценная рукопись которой хранится в Российской национальной библиотеке.
Касим аль-Анвар написал свою поэму «Анисул арифин» под влиянием произведения классика персидской поэзии Низами Гянджеви «Сокровищница тайн». В своих газелях он также использовал лирику Низами. Так же как Низами, Касим аль-Анвар был убеждён, что первоначальной моральной силой связывающих людей друг с другом, является любовь. Аль-Анвар так же как и Низами считал любовь источником инициативы, мужества и благородства. Касим аль-Анвар в своих произведениях, написанных под влиянием газелей Низами Гянджеви, использовал не только идейно-эстетическое направление, но и форму, образ и прочие способы художественного выражения.